# Pilot (Fear the Walking Dead)

«Piloto» —título original en inglés: «Pilot»— es el episodio piloto de la primera temporada de la serie de televisión posapocalíptica, horror Fear the Walking Dead. En el guion estuvieron a cargo Dave Erickson y Robert Kirkman y por otra parte Adam Davidson dirigió el episodio, que salió al aire en el canal AMC el 23 de agosto de 2015 en los Estados Unidos. Fox hará lo propio en España e Hispanoamérica el día siguiente, respectivamente, la serie es una serie complementaria y precuela a The Walking Dead. que se basa en la serie cómic del mismo nombre de Robert Kirkman, Tony Moore y Charlie Adlard.

## Producción

### Desarrollo
En septiembre de 2013, AMC anunció que estaban desarrollando una serie complementaria para The Walking Dead, que sigue un conjunto diferente de personajes creados por Robert Kirkman. En septiembre de 2014, AMC ordenó un piloto, que fue escrito por Kirkman y Dave Erickson y dirigido por Adam Davidson, y es productor ejecutivo de Kirkman, Erickson, Gale Anne Hurd y David Alpert, con Erickson como showrunner. El proyecto se conocía originalmente como Cobalt.

## Trama
Nick despierta en una guarida de heroína en una iglesia abandonada y encuentra a su novia Gloria comiendo un cadáver. Mientras huye, es atropellado por un automóvil y hospitalizado. El médico le dice a Madison y Travis que las afirmaciones de Nick sobre el incidente son alucinaciones de heroína, pero Travis cree que Nick después de visitar la iglesia él mismo, Alicia e preocupa más por la dependencia química de Nick. Al día siguiente, la escuela cierra temprano debido a los altos niveles de absentismo y los rumores de una epidemia. Nick escapa del hospital y se encuentra con Calvin, con la esperanza de saber si las drogas que Calvin le vendió le causaron alucinaciones en la iglesia. Calvin intenta matar a Nick para evitar que exponga a Calvin como traficante de drogas. En la lucha que sigue, Calvin recibe un disparo mortal. Después de la llegada de Travis y Madison, un zombificado Calvin los ataca. Nick atropella a Calvin repetidamente con la camioneta de Travis, y los tres miran incrédulos mientras el mutilado Calvin todavía sigue reanimado, mirando hacia ellos.

## Recepción
El episodio piloto de "Fear the Walking Dead" recibió críticas muy positivas. En Rotten Tomatoes, obtuvo una calificación de 91% con un puntaje promedio de 7.53 / 10 basado en 23 comentarios. El consenso del sitio dice: "'El episodio piloto de Fear the Walking Dead hace un trabajo sólido al establecer sus personajes y su entorno, y proporciona suficientes momentos tensos para complacer a las cabezas de Dead Dead".
Matt Fowler de IGN le dio a "Pilot" una calificación de 7.6 / 10.0 indicando, "Fear the Walking Dead trae un cambio bienvenido en la ubicación, el tono y los personajes. Como el videojuego The Walking Dead video game series, es capaz de presentarnos con un elenco completamente nuevo de personajes al tiempo que demuestra que es realmente el mundo zombificado el que es la estrella del espectáculo y todo lo que realmente necesitas para habrá un spin-off."

### Calificaciones
El episodio se convirtió en el estreno de la serie mejor calificada para una serie con guion en la historia del cable de EE. UU., Con 10.13 millones de espectadores.
"Pilot" es el episodio mejor calificado de Fear the Walking Dead (a partir de septiembre de 2019), con 10.13 millones de espectadores en los Estados Unidos en su fecha de emisión original.